# Claude Nicollier
Claude Nicollier (Vevey, 2 settembre 1944) è un astronauta e pilota aeronautico svizzero.

## Biografia
Dopo aver terminato il ginnasio a Losanna nel 1962, Claude Nicollier ha studiato fisica all'Università di Ginevra, dove ha conseguito un bachelor nel 1970. Nel 1975 gli è stato conferito un master in astrofisica. Parallelamente è diventato un pilota delle forze aeree svizzere, raggiungendo il grado di capitano e collezionando 5600 ore di volo (di cui 4,000 pilotando Hawker Hunter MK 58 e F-5 E Tiger). Nel 1978 ha ricevuto il brevetto di pilota collaudatore presso l'Empire Test Pilot's School di Boscombe Down.
Nel 1974 ha frequentato la Scuola Svizzera di Trasporto Aereo di Zurigo, diventando nel 1974 pilota di linea per Swissair sui DC-9.
Nel 1976 è entrato a far parte del Dipartimento di Scienze Spaziali dell'Agenzia Spaziale Europea (ESA), dove ha lavorato come ricercatore. Nel luglio del 1978 è stato scelto dall'ESA come membro del primo gruppo di astronauti e successivamente, grazie ad un accordo tra le due agenzie spaziali, ha raggiunto la NASA per l'addestramento come specialista di missione.
Nel 2004 ha accettato una cattedra al Politecnico Federale di Losanna, dove nel 2007 (anno in cui ha lasciato l'ESA) è diventato professore.

## Missioni spaziali
- STS-46 (31 luglio – 8 agosto 1992) a bordo dello Space Shuttle Atlantis
- STS-61 (2 dicembre – 13 dicembre 1993) a bordo dello shuttle Space Shuttle Endeavour
- STS-75 (22 febbraio – 9 marzo 1996) a bordo dello shuttle Space Shuttle Columbia
- STS-103 (19 dicembre – 27 dicembre 1999) a bordo dello shuttle Space Shuttle Discovery

Claude Nicollier è stato il primo svizzero ad andare nello spazio.
Durante la missione STS-103 (il cui compito era riparare parti del telescopio spaziale Hubble), ha compiuto la sua unica attività extraveicolare, durata 8 ore e 10 minuti.